# Тарханов, Юрий Александрович
Юрий Александрович Тарханов (род. 26 июля 1987, Москва) — российский футболист и тренер, полузащитник.
Сын Александра Тарханова, старший брат Эдуард.

## Биография
Первым клубом в 16 лет была команда высшей лиги «Крылья Советов», которые в том году тренировал Александр Тарханов. В команде играл в дубле.
Два года провёл на воинской службе в спорт-роте ВС РФ.
Следующие команды в карьере были «Ника» (Москва) и литовская «Ветра», которые также тренировал отец.
В 2009 году завершил карьеру футболиста, а с 2017 года началась карьера тренера в тандеме с отцом.